# Riccardo Annibaldi
Riccardo Annibaldi (ur. ok. 1200 – zm. 4 października 1276) – włoski kardynał. Siostrzeniec papieża Innocentego III był spokrewniony także z papieżami Grzegorzem IX i Aleksandrem IV. Papież Grzegorz IX mianował go kardynałem diakonem Sant'Angelo in Pescheria prawdopodobnie w 1238 roku, gdyż pierwsza sygnowana przez niego bulla jest datowana 25 czerwca 1238. W latach 1239–49 był rektorem (gubernatorem) prowincji Campagna e Marittima. W 1243 został mianowany pierwszym protektorem zakonu augustianów; funkcję tę sprawował aż do śmierci. Wikariusz Rzymu 1251/52. Kardynał-protodiakon od 1254. Od pontyfikatu Aleksandra IV (1254-61) był jedną z najbardziej wpływowych postaci w kurii rzymskiej. Początkowo wspierał angielskiego kandydata na tron sycylijski Edmunda Lancastera, potem (za pontyfikatu Urbana IV) przeszedł do partii andegaweńskiej, by w końcu znaleźć się w obozie przeciwnym dominacji Karola I d'Anjou w Italii. Uczestniczył w pierwszym (1245) i drugim soborze lyońskim (1274), a także w papieskich elekcjach 1241, 1243, 1254, 1261, 1264-65, 1268-71 (był członkiem 6-osobowej komisji, która dokonała wyboru Grzegorza X) oraz w drugim i w trzecim konklawe 1276. Był archiprezbiterem bazyliki watykańskiej od grudnia 1254 roku. Według nekrologu kościoła S. Spirito in Sassia zmarł w dniu 4 października.